# مارا فينييه
مارا بوفوليري، المعروفة باسم مارا فينييه (بالإنجليزية: Mara Venier)‏ ولدت في 20 أكتوبر 1950 في البندقية، إيطاليا. هي ممثلة إيطالية ومصممة أزياء ومقدمة برامج تلفزيونية.

## روابط خارجية
- مارا فينييه على موقع IMDb (الإنجليزية)
- مارا فينييه على موقع روتن توميتوز (الإنجليزية)
- مارا فينييه على موقع ألو سيني (الفرنسية)
- مارا فينييه على موقع أول موفي (الإنجليزية)
- مارا فينييه على موقع ديسكوغز (الإنجليزية)
- مارا فينييه على موقع قاعدة بيانات الفيلم (الإنجليزية)
- مارا فينييه على موقع كينوبويسك (الروسية)